# Западный райдинг Йоркшира
Западный райдинг Йоркшира (англ. West Riding of Yorkshire) — одна из трёх исторических областей Йоркшира в Северной Англии. В 1889—1974 годах на её территории существовало административное графство «Йорк, Западный Райдинг» (англ. County of York, West Riding) — район, находившийся под управлением совета графства Западный Радинг, связанный с историческими границами области. Под управлением лорда-лейтенанта западного райдинга Йоркшира также находился город Йорк.
В состав западного райдинга Йоркшира входят современные церемониальные графства Западный Йоркшир, Южный Йоркшир, районы Крейвен, Харрогейт и Селби в Северном Йоркшире, а также мелкие районы в Ланкашире, Камбрии и Большого Манчестера.

## География
Райдинг занимает площадь 1 771 562 акра (7 169 км2), простираясь от Шеффилда на юге до Седберга на севере и от Дансоп Бридж на западе до Адлингфлита на востоке.
Южный промышленный район, рассматриваемый в самом широком применении этого термина, простирался на север от Шеффилда до Скиптона и на восток от Шеффилда до Донкастера, охватывая менее половины территории райдинга. В этом районе находились Барнсли, Батли, Брадфорд, Брайхаус, Дьюсбери, Донкастер, Галифакс, Хаддерсфилд, Китли, Лидс, Морли, Оссетт, Понтефракт, Пудси, Ротерем, Шеффилд, Тодморден (частично входил в состав Ланкашира до 1888 года, когда был полностью включен в Йоркшир) и Уэйкфилд. Главными центрами райдинга были Харрогейт и Рипон.
В промышленном регионе другие городские районы включали Бингли, Болтон-аппон-Дирн, Каслфорд, Клекхитон, Элленд, Фетерстон, Хандсворт, Хойленд-Нетер, Ливерседж, Мексборо, Мирфилд, Нормантон, Ромарш, Ротуэлл, Садлворт, Шипли, Скиптон, Сауэрби Бридж, Станли, Суинтон, Торнхилл, Уот-апона-Дирн, Уонбуэлл и Уорсборо. За пределами промышленного региона находились Гул, Илкли, Нерсборо и Селби. В составе Западного райдинга входила также большая сельская местность на севере, в том числе и часть национального парка Йоркшир-Дейлс (остальная часть парка находилась в Северном райдинге).

## История
В отличие от большинства английских графств, Йоркшир, занимающий большую территорию, был разделён на 3 райдинга или трети (др.-сканд. Þriðungr) — восточный, северный и западный. Это деление восходит ко временам завоевания Северной Англии викингами. При этом город Йорк (в пределах городских стен) не относился ни к одному из райдингов. В первые западный райдинг в форме West Treding упоминается в Книге Страшного суда (1086 год). Каждый райдинг административно делился на уэпентейки (англ. wapentake) — аналогов используемых в южных английских графствах сотен или районов в четырёх северных исторических графствах.

### Уэпетеки западного райдинга
Всего в западном райдинге насчитывалось 10 уэпетеков, 4 из которых (Кларо, Скайрак, Стейнклифф и Стратфорт и Тикхил) были разделены на 2 части. Уэпетек Агбригг и Морли первоначально также состоял из двух частей, но позже он был разделён на 2 самостоятельных уэпетека. Уэпетек Эйнсти, который до XV века входил в состав западного райдинга, позже перешёл под юрисдикцию Йорка.
| 1. Оуэкросс 2. Стейнклифф (Западный) 3. Стейнклифф (Восточный) 4. Кларо (Нижний) 5. Стратфорт и Тикхил (Нижний) 6. Морли 7. Скайрак 8. Кларо (Верхний) 9. Скайрак (Нижний) 10. Баркстон Аш (уэпетек) 11. Агбригг 12. Стейнкросс 13. Осголдкросс 14. Стратфорт и Тикхил (Верхний) | Wapentakes |

### Административный округ
Согласно закону о местном самоуправлении 1888 года в 1889 году был образован административный округ, охватывавший историческую территорию западного райдинга, исключая нескольких крупных городских районов, которые были наделены как полномочиями муниципальных боро, так и совета графства. Изначально таких городов было 5: Брэдфорд, Лидс, Хаддерсфилд, Галифакс и Шеффилд. Кроме того, в состав округа был включён также город Йорк также со статусом муниципального боро и совета графства. Позже количество городов с данным статусом увеличилось: Ротерем (с 1902), Барнсли и Дьюсбери (с 1913), Уэйкфилд (с 1915), Донкастер (с 1927). Соответственно были расширены и границы соответствующих округов.
С 1898 года совет графства Западный Райдинг заседал в центральном административном здании Уэйкфилда. После упразднения в 1974 году административного округа в этом здании стал заседать совет графства Западный Йоркшир.
После проведения в Великобритании в 1970-е годы реформы местного самоуправления западный райдинг был разделён на несколько частей. В настоящее время на его исторической территории располагаются  церемониальные графства Западный Йоркшир, Южный Йоркшир, районы Крейвен, Харрогейт и Селби в Северном Йоркшире, а также мелкие районы в Ланкашире, Камбрии и Большого Манчестера.